# Tricliceras lanceolatum
Tricliceras lanceolatum är en passionsblomsväxtart som först beskrevs av A. och R. Fernandes, och fick sitt nu gällande namn av R.B.Fernandes. Tricliceras lanceolatum ingår i släktet Tricliceras och familjen passionsblomsväxter. Inga underarter finns listade i Catalogue of Life.